# Могири
Могири (груз. მოგირი) — село в Грузии, на территории Зугдидского муниципалитета края (мхаре) Самегрело-Верхняя Сванетия.

## География
Село находится в западной части Грузии, на берегу реки Могири, на расстоянии приблизительно 16 километров (по прямой) к юго-западу от города Зугдиди, административного центра муниципалитета. Абсолютная высота — 5 метров над уровнем моря.

## Население
По результатам официальной переписи населения 2014 года в Могири проживало 137 человек (72 мужчины и 65 женщин). В национальной структуре населения грузины составляли 99,3 %.
| Год  | Население, человек |
| ---- | ------------------ |
| 2002 | 380                |
| 2014 | ↘ 137              |